# Stadiomobile Live
Stadio Mobile Live è il primo album dal vivo degli Stadio, pubblicato dalla EMI (catalogo EMI 7243 82 7204 2 3) nel 1993.

## Il disco
Dal 9 febbraio 1998, la Sony Music Italia ha reso disponibile per il download digitale la versione rimasterizzata.
Registrato dal vivo al Teatro Petrella di Longiano il 21 e il 22 maggio 1993.
Per scelta del gruppo, manca la canzone Allo stadio.

## I brani
- Un disperato bisogno d'amore - Inedito
Registrato allo studio Maison Blanche di Modena, prodotto e arrangiato dal gruppo con Celso Valli.
È stato sigla di coda per la seconda stagione (1993) della serie televisiva di Rai 2 intitolata I ragazzi del muretto. Insieme agli altri brani degli Stadio utilizzati nella serie, è stato inserito nell'antologia Il canto delle pellicole (1996)[4].
- Grande figlio di puttana
Una versione dal vivo precedente, completamente diversa, si trova nell'album DallAmeriCaruso (1986) di Lucio Dalla[2].

## Tracce
Gli autori del testo precedono i compositori della musica da cui sono separati con un trattino. Nessun trattino significa contemporaneamente autori e compositori.
1. Un disperato bisogno d'amore – 4:13 (testo: Saverio Grandi – musica: Saverio Grandi, Gaetano Curreri) – Inedito, da studio
2. Acqua e sapone – 4:48 (testo: Vasco Rossi – musica: Gaetano Curreri)
3. Canzoni alla radio – 5:18 (testo: Luca Carboni – musica: Ricky Portera, Gaetano Curreri)
4. Puoi fidarti di me – 4:17 (testo: Luca Carboni – musica: Gaetano Curreri)
5. medley – 9:22

- C'è – 3:00 (Luca Carboni - Fabio Liberatori)
- Vorrei – 2:57 (Luca Carboni, Lucio Dalla – Fabio Liberatori)
- Chi te l'ha detto (riportato senza ? finale) – 3:25 (Lucio Dalla, Gianfranco Baldazzi – Gaetano Curreri)

1. Dentro le scarpe – 4:46 (testo: Luca Carboni – musica: Gaetano Curreri)
2. Grande figlio di puttana – 4:06 (testo: Lucio Dalla, Gianfranco Baldazzi – musica: Giovanni Pezzoli, Gaetano Curreri)
3. Ho bisogno di voi – 5:06 (testo: Saverio Grandi – musica: Saverio Grandi, Gaetano Curreri)
4. Generazione di fenomeni – 5:42 (Saverio Grandi, Gaetano Curreri)
5. Swatch – 6:23 (testo: Francesco Guccini – musica: Andrea Fornili, Gaetano Curreri)
6. Chiedi chi erano i Beatles – 6:39 (testo: Norisso – musica: Gaetano Curreri)
7. Bella più che mai – 5:52 (testo: Vasco Rossi – musica: Gaetano Curreri)
8. La faccia delle donne – 6:24 (testo: Vasco Rossi, Ambrogio Lo Giudice – musica: Gaetano Curreri)

## Formazione
Gruppo
- Gaetano Curreri - voce, tastiere
- Andrea Fornili - chitarre
- Roberto Drovandi - basso
- Giovanni Pezzoli - batteria

Altri musicisti
- Roberto Guarino - chitarra
- Aldo Fedele - tastiera
- Maurizio Piancastelli - tromba, flicorno
- Sandro Comini - trombone, percussioni
- Paride Sforza - sassofono

Solo per il brano inedito:
- Celso Valli - organo Hammond, tastiera
- Mirco Dalporto - tastiera, programmazione